# Normal (butikskedja)
Normal är en dansk butikskedja med lågprisbutiker och har över 600 butiker i Danmark, Norge, Sverige, Nederländerna, Frankrike, Finland, Spanien och Portugal. Företaget inriktar sig främst på försäljning av vanliga märkesprodukter i form av kosmetika, hudvårdsprodukter, parfym, godis och hushållsapparater, till lägre priser.
I maj 2022 fanns det 395 butiker i följande länder: 109 butiker i Danmark, 120 i Norge, 64 i Sverige, 27 i Finland, som öppnade i februari 2021, 9 i Nederländerna och 66 i Frankrike, som öppnade i augusti 2019.
Antal anställda (deltid inkluderad) i januari 2021: 1 972.